# Парламентские выборы в Антигуа и Барбуде (2018)
Парламентские выборы 2018 года в Антигуа и Барбуде проходили 21 марта для избрания членов Палаты представителей парламента Антигуа и Барбуды. Выборы проходили по 17 одномандатным округам и были назначены премьер-министром Гастоном Брауном на год раньше срока, чтобы показать инвесторам стабильность государства
Правящая Лейбористская партия увеличила своё представительство, получив 15 из 17 мест парламента, и осталась правящей силой Антигуа и Барбуды. Объединённая прогрессивная партия, официальная оппозиция в парламенте, получила лишь одно место, причём глава партии не был избран.

## Результат
| Партия                                                             | Голоса | %     | Места | +/-   |
| ------------------------------------------------------------------ | ------ | ----- | ----- | ----- |
| Лейбористская партия                                               | 23 063 | 59,24 | 15    | +1    |
| Объединённая прогрессивная партия                                  | 14 440 | 37,09 | 1     | -2    |
| Демократический национальный альянс                                | 754    | 1,94  | 0     | новая |
| Народное движение Барбуды                                          | 558    | 1,43  | 1     | +1    |
| Истинная лейбористская партия Антигуа и Барбуды                    | 87     | 0,22  | 0     | 0     |
| Становись зелёным для жизни                                        | 20     | 0.05  | 0     | новая |
| Потерянное звено VOP                                               | 6      | 0,02  | 0     | 0     |
| Независимые                                                        | 4      | 0,01  | 0     | новая |
| Недействительные/пустые бюллетени                                  | 288    | -     | -     | -     |
| Всего                                                              | 39 220 | 100   | 17    | 0     |
| Зарегистрированные избиратели/Явка                                 | 51 258 | 76,51 | -     | -     |
| Источник: ABEC Архивная копия от 15 апреля 2019 на Wayback Machine |        |       |       |       |